# Cubaris minuta
Cubaris minuta är en kräftdjursart som beskrevs av Stanley B. Mulaik 1960. Cubaris minuta ingår i släktet Cubaris och familjen Armadillidae. Inga underarter finns listade i Catalogue of Life.